# Sthaviravāda
Sthaviravāda (i cui aderenti sono detti sthaviravadin) è stata una delle più importanti scuole del Buddismo dei Nikāya. 
La scuola Sthaviravāda origina nella metà del IV secolo a.C. quando la comunità buddista (sangha), fino a quel momento unita, si scisse in due primi grandi tronconi: la scuola Mahāsāṃghika (grande comunità) e la scuola Sthaviravāda (gli anziani). Tale scissione non è riportata in nessun Canone buddista ma fino agli anni ottanta gli studiosi riconoscevano come storicamente corretto quanto riferito nella cronaca singalese del Dīpavaṃsa che fa risalire questa divisione monastica al tentativo della maggioranza della comunità buddista (i Mahāsāṃghika) di 'rilassare' le regole monastiche contenute nel vinaya. 
A tale richiesta avrebbero opposto un rifiuto i monaci più anziani della comunità, gli sthavira, da cui lo scisma (sanscrito: sanghabedha) tra le due scuole. Ma ad una più attenta lettura del vinaya Mahāsāṃghika, conservato nel Canone cinese (ma possediamo anche il loro pratimoksa in versione sanscrita), emerge quanto sia fragile questo resoconto. Anche il vinaya Mahāsāṃghika risulta, infatti, essere piuttosto rigido. Invalidato il resoconto di questo testo, tra gli studiosi non c'è oggi accordo sulle origini dello scisma. Addirittura c'è chi ipotizza che il vinaya autentico della comunità buddista antica fosse proprio quello Mahāsāṃghika e che questi si opposero ad un suo successivo irrigidimento da parte di una minoranza dei monaci, gli Sthaviravāda.
Il monaco theravāda e studioso australiano Bhante Sujato fa rilevare come risulti che nel secondo concilio buddista un partito, denominato Vajjiputtaka, ossia "i figli dei Vajji", intendeva permettere il possesso di denaro ai bhikkhu, mentre i monaci dell'ovest e del sud, indicati nel Vinaya dei Theravādin come i Pāveyyaka, ossia "quelli di Pāveyya", erano contrari a questa dipartita dalla regola fino ad allora comunemente accettata. Tale dipartita sarebbe stata dovuta non ad una deliberata reinterpretazione della disciplina, ma alle distanze geografiche che separavano le comunità coinvolte. Il concilio si concluse con la condanna della pratica del sangha Vajjiputtaka, e «tutti i Vinaya concordano che la disputa a Vesali si risolse senza uno scisma», a dimostrazione che le comunità del tempo concordavano su una condotta monastica valida per tutti.
Lo scisma, sempre secondo Sujato, si ebbe qualche anno dopo per motivi non legati al Vinaya, ma per via di diatribe dottrinali, ossia sulla possibile presenza di imperfezioni mentali negli arhat. Questa volta mancò l'intesa e i Mahāsaṅghika si staccarono dai Thera, dai quali poi si evolsero i Theravādin.
Paolo Taroni nell'introduzione del 2010 all'opera di Icilio Vecchiotti (1930-2000) Storia del Buddismo indiano, è concorde con gli studiosi che fanno discendere allo scisma avvenuto in occasione del Ⅱ concilio la demarcazione tra le scuole Mahāyāna, sviluppatesi a partire dal I secolo a.C., e quelle del primo buddismo.
La studiosa Nicoletta Celli sostiene che l'ipotesi di una nascita del Mahayana dalla scuola Mahāsāṃghika sia invece superata.
La posizione dottrinale Mahāsāṃghika si distingue da quella di origine Sthaviravāda per una minore attenzione all'ideale dell'arhat e al fatto che per loro solo la prajñā (saggezza) possa portare all'effettiva liberazione. Verso il III secolo a.C. dalla scuola Sthaviravāda si staccarono anche i Vatsiputriya, sostenitori della dottrina del  pudgala (e per questo conosciuti anche come Pudgalavāda). L'ultima grande importante divisione della scuola Sthaviravāda avvenne pochi decenni dopo. Questa scuola si suddivise in Vibhajyavāda (presenti prevalentemente nell'India meridionale e in Sri Lanka) e Sarvāstivāda (diffusi soprattutto nell'India settentrionale e nell'Asia centrale). Quest'ultima divisione avvenne sempre per motivi dottrinali: i Vibhajyavāda rifiutarono la posizione Sarvāstivāda sui "tre tempi", ovvero che passato, presente e futuro coesistessero nella retribuzione karmica (karma).